# Harmonijkowy as
Harmonijkowy as – album Sławka Wierzcholskiego oraz grupy Nocna Zmiana Bluesa. Utrzymany głównie w nurcie muzyki blues, ale na którym słychać też inspiracje muzyką folk, jazz i swing.
Tytuł albumu nie pochodzi, jak mogłoby się wydawać, od umiejętności muzycznych samego Sławka Wierzcholskiego, ale jest formą hołdu oddanego Johnowi Mayallowi.
1 grudnia 2010 ZPAV przyznał albumowi status złotej płyty.

## Skład
- Sławek Wierzcholski – wokal, harmonijka ustna, harmonijka chromatyczna
- Joanna Szczepańska – skrzypce, mandolina
- Marek Dąbrowski – gitara
- Witold Jąkalski – gitara
- Piotr Dąbrowski – wokal, gitara basowa
- Grzegorz Minicz – bębny, instrumenty perkusyjne

gościnnie
- Krzysztof Ścierański – gitara basowa w utworze 8
- Krzysztof Mróz – kontrabas w utworach 1, 5, 11
- Wojciech Kowalewski – instrumenty perkusyjne w utworach 4, 6
- Adam Wendt – saksofon tenorowy w utworach 1, 3
- Affabre Concinui – chór w utworach 1, 2, 3, 6, 8, 10, 12, 14

Produkcja
- muzyka: Sławek Wierzcholski, Marcin Roger, Ewa Miller, Joanna Szczepańska, Aleksander Nowacki
- słowa: Sławek Wierzcholski, Mikołaj Kulin, Janusz Szczepkowski, Leon Sęk, Jerzy Debes, Jerzy Andrzej Masłowski
- reżyser nagrań: Jacek Gładkowski
- produkcja: Sławek Wierzcholski i Polskie Radio S.A.
- kierownik produkcji: Lidia Ścierańska
- redaktor nagrania: Gina Komasa

## Lista utworów
1. "Swingowy bal"
2. "Wiosenny deszcz"
3. "Chodź, chodź"
4. "Fart"
5. "Kule"
6. "Kapitulacja"
7. "Blues w sile wieku"
8. "Bliski cel"
9. "Harmonijkowy as"
10. "Mój toast"
11. "Bulterier"
12. "Reguła"
13. "Taki jak nikt"
14. "Niezwykła gwiazda"
15. "Co to jest blues"